# Iğdır (Provinz)
Iğdır (kurdisch Reşqelas) ist eine Provinz im Osten der Türkei und grenzt an Armenien, die aserbaidschanische Exklave Naxçıvan und Iran. Iğdırs Nachbarprovinzen sind Kars im Nordwesten und Ağrı im Süden. Ihre Hauptstadt ist Iğdır. Der frühere Name lautete Zuraşat.
Iğdır ist die einzige Provinz der Türkei, die an drei Staaten grenzt. Wegen der Vegetation wird Iğdır auch Yeşil Iğdır („Grünes Iğdır“) genannt. Der Berg Ararat liegt größtenteils innerhalb der Grenzen Iğdırs.
Iğdır wurde am 27. Mai 1992 durch das Gesetz Nr. 3806 als 76. Provinz der Türkei gegründet. Zuvor gehörte Iğdır zur türkischen Provinz Kars, davor zum Vilâyet Bayazit.

## Geographie
Iğdır liegt am Scheideweg wichtiger Verbindungsstraßen. Von hier aus konnte man das Handelszentrum Erzurum und auch Kars erreichen. Eine weitere Straße führt über Doğubayazıt nach Iran. Die 3588 km² große Provinz wird durch den Gegensatz zwischen dem sich aus dem armenischen Hochland erhebenden Gebirgsmassiv des Großen und Kleinen Ararat im Süden und dem Tal des Aras an der Grenze zu Armenien geprägt. Die Gipfel des Großen und Kleinen Ararats (türkisch Büyük Ağrı Dağı und Küçük Ağrı Dağı) liegen allerdings in der nach ihnen benannten Provinz Ağrı.
Die Temperaturen können von maximal 40 °C bis minimal −30 °C reichen. Bemerkenswert ist die, verglichen mit anderen Orten des armenischen Hochlands, niedrige Niederschlagsmenge (etwa 250 mm im Jahresmittel), die auf die Nähe des Ararat zurückzuführen ist.
Die Provinz ist eine von sieben Provinzen, die statistisch der Region Nordostanatolien (TRA, Kuzeydogu Anadolu Bölgesi) zugeordnet werden. Iğdır ist die kleinste Provinz der Region und belegt damit 5,20 %. Im Einwohner-Ranking wird der fünfte Platz belegt (9,18 %). Schließlich hat die Provinz Iğdır im Ranking der Bevölkerungsdichte einen Spitzenplatz, zum Vergleich der Regionsdurchschnitt liegt hier bei 31,1 Einw. je km².

## Verwaltungsgliederung
Die Provinz ist in vier Landkreise (auch Bezirke, İlçe) gegliedert:
| Kreis- code 1 | Landkreis     | Fläche 2 (km²) | Bevölkerung (2020) 3 | Bevölkerung (2020) 3       | Anzahl der Einheiten   | Anzahl der Einheiten  | Anzahl der Einheiten | Dichte (Ew./km²) | städt. Anteil (in %) | Sex Ratio 4 | Grün- dungs- da- tum 5, 6 |
| Kreis- code 1 | Landkreis     | Fläche 2 (km²) | Landkreis (İlçe)     | Verwal- tungssitz (Merkez) | Gemein- den (Belediye) | Stadt- viertel (Mah.) | Dörfer (Köy)         | Dichte (Ew./km²) | städt. Anteil (in %) | Sex Ratio 4 | Grün- dungs- da- tum 5, 6 |
| ------------- | ------------- | -------------- | -------------------- | -------------------------- | ---------------------- | --------------------- | -------------------- | ---------------- | -------------------- | ----------- | ------------------------- |
| 1142          | Aralık        | 852            | 21.097               | 6.313                      | 1                      | 5                     | 21                   | 24,8             | 29,92                | 981         | 1960                      |
| 1398          | Iğdır Merkez  | 1.273          | 142.559              | 96.887                     | 4                      | 24                    | 41                   | 112,0            | 78,36                | 1025        | 1992                      |
| 2011          | Karakoyunlu   | 269            | 13.908               | 2.740                      | 1                      | 2                     | 18                   | 51,7             | 19,70                | 995         | 1992                      |
| 1692          | Tuzluca       | 1.270          | 23.750               | 9.472                      | 1                      | 5                     | 81                   | 18,7             | 39,88                | 1058        |                           |
| PROVINZ Iğdır | PROVINZ Iğdır | 3.664          | 201.314              |                            | 7                      | 36                    | 161                  | 54,9             | 64,69                | 1022        |                           |

## Bevölkerung
Die Bevölkerung besteht vor allem aus Aserbaidschanern, Türken und Kurden. Der Kreis Iğdır zählte bei der ersten Volkszählung 1927 24.967 Einwohner in 88 Ortschaften, davon in der Stadt 3.716 Einwohner. Zu dieser Zeit gehörte er noch zum Vilâyet Bayazit.
Zum Zensus 2011 betrug das Durchschnittsalter in der Provinz 22,96 Jahre (Landesdurchschnitt: 29,60), wobei die weibliche Bevölkerung durchschnittlich 0,48 Jahre älter als die männliche war (23,23 – 22,75).

### Ergebnisse der Bevölkerungsfortschreibung
Nachfolgende Tabelle zeigt die jährliche Bevölkerungsentwicklung am Jahresende nach der Fortschreibung durch das 2007 eingeführte adressierbare Einwohnerregister (ADNKS). Außerdem sind die Bevölkerungswachstumsrate und das Geschlechterverhältnis (sex ratio, also Anzahl der Frauen pro 1000 Männer) aufgeführt. Der Zensus von 2011 ermittelte 187.842 Einwohner, das sind über 19.000 Einwohner mehr als beim Zensus 2000.

| Jahr  | Bevölkerung am Jahresende | Bevölkerung am Jahresende | Bevölkerung am Jahresende | Wachstums- rate der Be- völkerung (in %) | Geschlechter verhältnis (Frauen auf 1000 Männer) | Rang (unter den 81 Provinzen) |
| Jahr  | gesamt                    | männlich                  | weiblich                  | Wachstums- rate der Be- völkerung (in %) | Geschlechter verhältnis (Frauen auf 1000 Männer) | Rang (unter den 81 Provinzen) |
| ----- | ------------------------- | ------------------------- | ------------------------- | ---------------------------------------- | ------------------------------------------------ | ----------------------------- |
| 2020  | 201.314                   | 103.059                   | 98.255                    | 0,94                                     | 953                                              | 73                            |
| 2019  | 199.442                   | 102.417                   | 97.025                    | 1,01                                     | 947                                              | 73                            |
| 2018  | 197.456                   | 102.171                   | 95.285                    | 1,38                                     | 933                                              | 75                            |
| 2017  | 194.775                   | 100.268                   | 94.507                    | 1,03                                     | 943                                              | 73                            |
| 2016  | 192.785                   | 99.057                    | 93.728                    | 0,18                                     | 946                                              | 73                            |
| 2015  | 192.435                   | 99.099                    | 93.336                    | 0,20                                     | 942                                              | 73                            |
| 2014  | 192.056                   | 98.908                    | 93.148                    | 0,86                                     | 942                                              | 73                            |
| 2013  | 190.424                   | 98.008                    | 92.416                    | 0,01                                     | 943                                              | 74                            |
| 2012  | 190.409                   | 98.537                    | 91.872                    | 0,82                                     | 932                                              | 73                            |
| 2011  | 188.857                   | 97.770                    | 91.087                    | 2,41                                     | 932                                              | 73                            |
| 2010  | 184.418                   | 94.443                    | 89.975                    | 0,51                                     | 953                                              | 74                            |
| 2009  | 183.486                   | 94.611                    | 88.875                    | −0,29                                    | 939                                              | 75                            |
| 2008  | 184.025                   | 95.195                    | 88.830                    | 1,19                                     | 933                                              | 74                            |
| 2007  | 181.866                   | 92.732                    | 89.134                    | —                                        | 961                                              | 73                            |
| 20001 | 168.634                   | 87.083                    | 81.551                    |                                          | 936                                              | 76                            |

1 Zensus 2000

### Bevölkerungszahlen der Landkreise
Die Werte von 2000 basieren auf der Volkszählung, die restlichen (2007–2018) sind Bevölkerungsangaben am Jahresende, ermittelt durch die Fortschreibung im 2007 eingeführten Einwohnerregister (ADNKS)
| Landkreis   | 2000    | 2007    | 2008    | 2009    | 2010    | 2011    | 2012    | 2013    | 2014    | 2015    | 2016    | 2017    | 2018    | 2019    | 2020    |
| ----------- | ------- | ------- | ------- | ------- | ------- | ------- | ------- | ------- | ------- | ------- | ------- | ------- | ------- | ------- | ------- |
| Aralık      | 21.747  | 22.155  | 22.165  | 21.674  | 21.810  | 22.425  | 22.521  | 21.881  | 21.843  | 21.495  | 21.269  | 21.461  | 21.311  | 21.313  | 21.097  |
| Merkez      | 102.648 | 119.432 | 121.848 | 122.780 | 123.570 | 127.609 | 128.976 | 130.134 | 132.110 | 133.704 | 134.480 | 136.155 | 137.613 | 140.267 | 142.559 |
| Karakoyunlu | 18.285  | 14.597  | 14.273  | 13.990  | 14.042  | 14.054  | 14.264  | 14.016  | 13.929  | 13.686  | 13.634  | 13.953  | 13.972  | 13.925  | 13.908  |
| Tuzluca     | 25.954  | 25.682  | 25.739  | 25.042  | 24.996  | 24.769  | 24.648  | 24.393  | 24.174  | 23.550  | 23.402  | 23.206  | 24.560  | 23.937  | 23.750  |
| Toplam      | 168.634 | 181.866 | 184.025 | 183.486 | 184.418 | 188.857 | 190.409 | 190.424 | 192.056 | 192.435 | 192.785 | 194.775 | 197.456 | 199.442 | 201.314 |

## Wirtschaft
Trotz zunehmender Urbanisierung ist die Provinz weiter stark landwirtschaftlich geprägt, wobei besonders die Schafzucht von Bedeutung ist. Vorhandene Industrien sind zum Beispiel Mustaş (Handelstransport), die Araş und verschiedene Werkstätten zur Filz- und Textilmaschinenherstellung und Mehlmühlen.

## Geschichte
In Iğdır herrschten unter anderem die Mittani, Hethiter, Assyrer, Armenier, Kimmerer, Meder, Perser, Urartäer, Skythen, Seleukiden, Arsakiden, Sassaniden, Araber, Byzantiner, Seldschuken, Mongolen, Ilchane, Qara Qoyunlu, Aq Qoyunlu, Safawiden und die Osmanen. Durch die geografische Lage entwickelte sich ein Handel mit Naxçıvan und Iran, der die Region belebte.
Nach dem Völkermord an den Armeniern durch die jungtürkische Regierung wurde die Provinz – immer noch mehrheitlich von Armeniern bewohnt, viele davon Überlebende des Genozids – Teil der Demokratischen Republik Armenien. Im Türkisch-Armenischen Krieg überfielen die Truppen des Mustafa Kemal Atatürk Armenien und besetzten unter anderem Iğdir. Gleichzeitig marschierte die Rote Armee im Osten des Landes ein und teilte schließlich das gesamte Gebiet im Vertrag von Kars mit der Türkei. Die gesamte armenische Bevölkerung des jetzt türkischen Teils wurde getötet oder vertrieben, das historische Kulturerbe der Armenier (z. B. das im Jahr 341 erbaute armenische Kloster Sankt Hakob von Akori und das 649 erbaute Kloster Agarak) wurden gezielt zerstört.

## Persönlichkeiten
- Avedis Aharonian (1866–1948), armenischer Politiker und Schriftsteller
- Mehmet Aktaş (* 1966), kurdischer Dokumentarfilmer und Journalist
- Servet Çetin (* 1981), türkisch-aserbaidschaner Fußballspieler
- Harutjun Hakobjan (1918–2005), sowjetisch-armenischer Illusionist
- Edouard Isabekjan (1914–2007), armenisch-sowjetischer Grafiker
- Drastamat Kanajan (1884–1956), armenischer Militär